# Стиртон, Рубен
Рубен Артур Стиртон — американский палеонтолог.
Стиртон изучал зоологию в Университете Канзаса и Калифорнийском университете в Беркли. В 1930 году он стал куратором ископаемых млекопитающих в Музее палеонтологии Калифорнийского университета (UCMP). В 1941 году он стал преподавателем палеонтологии, в 1946 году доцентом, а в 1951 году профессором. С 1949 по 1966 год он был директором музея. С 1951 по 1956 год он возглавлял факультет палеонтологии.
Он изучал третичных млекопитающих с Великих равнин и западных районов США. Он опубликовал работы об окаменелых лошадях, бобрах, эволюции зубов и биостратиграфии позвоночных. В 1941—1942 годах он участвовал в раскопках в Сан-Сальвадоре (впервые в качестве студента на полевой практике с 1925 по 1927 год), а в 1944 году получил стипендию Гуггенхайма в Колумбии, что привело к открытию третичной фауны млекопитающих La Venta. С 1953 года окаменелые сумчатые были его основной областью исследований в Австралии.
Стиртон умер от сердечного приступа во время участия в собрании Американского общества маммологов в южной Калифорнии 14 июня 1966 года.
В честь Стиртона палеонтолог Патриция Виккерс-Рич в 1979 году назвала доисторический вид птиц Dromornis stirtoni. Также в честь учёного назван хомячок (Peromyscus stirtoni)